# 新藤孝衛
新藤 孝衛（しんどう こうえ、1932年2月22日 - 2020年8月10日）は、日本の実業家、映画監督、脚本家、映画プロデューサーである。映画プロデューサーとしての名を新船 澄孝（あらふね すみたか）とし、1972年（昭和47年）、映画監督としての名を南雲 孝（なぐも たかし）と改名した。1969年（昭和44年）、学校法人川口ふたば幼稚園理事長。

## 人物・来歴
1932年（昭和7年）2月22日、埼玉県北足立郡芝村大字柳崎（現在の同県川口市柳根町）に生まれる。祖父は芝村の村議を歴任、父はのちの川口市議会議長となる新藤勝衛である。新制の埼玉県川口市立川口高等学校（現在の埼玉県立川口高等学校）に入学、水泳部で活躍する。のち同校を卒業し、日本大学経済学部に進学、ヨット部で活動し、父が会長を務める埼玉県ヨット連盟（現在の埼玉県セーリング連盟）に助力する。
1954年（昭和29年）3月、同学卒業とともに、同年4月、大映（現在の角川書店映像事業部門）に入社、大映東京撮影所（現在の角川大映撮影所）に配属され、助監督となる。そのころ新人女優として、早稲田大学仏文学科在学中の栗林たか子（1935年 - 2004年）が入社、やがて新藤はたか子と結婚する。1957年（昭和32年）、入社満3年で退社、フリーランスとなり、PR映画等を手がける。1958年（昭和33年）1月20日、長男・新藤義孝が誕生する。
1963年（昭和38年）10月、成人映画指定を受けた『おいろけ作戦 プレーボーイ』で劇場用映画の監督としてデビューする。同年11月、映画の製作プロダクション「青年芸術映画協会」を結成する。翌1964年（昭和39年）、東芝レコード（現在のEMIミュージック・ジャパン）所属の歌手・内田高子を主演女優に起用、成人映画『セクシー東京'64』（1965年3月公開題『肉体のドライブ』）を撮り、話題となる。1965年（昭和40年）5月に公開された『雪の涯て』は非常に評価が高く、同作で、内田高子に続いて東芝レコード所属の歌手・新高恵子を映画デビューさせた。このころ佐々木元らが師事した。
1969年（昭和44年）、父の勝衛が学校法人川口ふたば幼稚園を設立、新藤は理事長に就任する。
1971年（昭和46年）3月に公開された『現代寝わざくらべ』を最後に本名での作品発表をやめ、『抱いてい教えて 性と行動』をプロデューサー名「新船澄孝」で発表、1972年（昭和47年）2月に公開された『十七才の情婦』以降、「南雲孝」と改名する。1975年（昭和50年）5月に公開された『発情娘 セックス体験』を最後に、監督業を辞めている。1980年（昭和55年）前後には、佐藤忠男、川喜多かしこ、清水晶、登川直樹らとともに、フィルム・ライブラリー協議会（現在の川喜多記念映画文化財団）の幹事を務めている。当時も現在も、日本映画監督協会には登録していない。
1988年（昭和63年）、父の勝衛が勲四等瑞宝章を受章、1996年（平成8年）5月に死去した。2004年（平成16年）6月3日、妻のたか子が死去した。
2012年（平成24年）7月現在、東京国立近代美術館フィルムセンターは、新藤の監督した作品のうち『肌香の熱風』（1966年）、『幼な妻 初夜のよろこび』（「南雲孝」名義、1972年）、『青春悲歌 夜の姿態』（同、1973年）、『女遊び初体験』（同）、『夫婦交換 夜の秘戯』（同）、『若妻夜ごとの戯れ』（同）の6作の上映用プリント等を所蔵している。同センターは、2003年（平成15年）度には『恐るべき女子学生　思春期前期』（1964年）、『色と欲』（1965年）の上映用プリントの洗浄・修理を行っており、同2作も所蔵している。デジタル・ミームは、『浮気妻』（1967年）の上映用プリントを所蔵しており、レンタルを行っている。『青い暴行 異常体験』（1967年）は、ハミングバード（のちのマイカルハミングバード）がVHSビデオグラムを発売していた。
2020年8月10日、死去。88歳没。

## フィルモグラフィ
文化庁「日本映画情報システム」、および日本映画データベースに掲載されている監督作の一覧である。特筆以外は「新藤孝衛」名義である。
1964年
- 『おいろけ作戦 プレーボーイ』 : 主演香取京子、製作・配給国映、1963年10月成人映画指定
- 『青春の情事』 : 主演北川弘子・香取環、製作青年芸術映画協会、1964年3月公開
- 『恐るべき女子学生 思春期前期』 : 主演三浦充子・黒岩三代子、製作・配給日本シネマ、1964年6月30日公開（フィルムセンター所蔵）[15]
- 『砂の上の痴情 青春 その愛と死』 : 主演金光満樹、製作青年芸術映画協会、配給、1964年9月公開
- 『狂ったうめき』 : 主演北川弘子、製作青年芸術映画協会、1964年公開

1965年
- 『乾いた舗道』 : 主演香取環、製作・配給日本映画社、1965年1月成人映画指定
- 『色と欲』 : 主演香取環、製作・配給日本映画社、1965年1月公開（フィルムセンター所蔵）[15]
- 『肉体のドライブ』（『セクシー東京'64』） : 主演内田高子、製作・配給日本映画社、1965年3月公開
- 『雪の涯て』（『青春0地帯』） : 主演新高恵子、製作青年芸術映画協会、1965年5月公開
- 『00の乳房』 : 主演飛鳥公子、製作青年芸術映画協会、1965年7月公開
- 『腐肉の喘ぎ』 : 主演野上正義・新高恵子、製作青年芸術映画協会、配給国映、1965年9月公開

1966年
- 『昼と夜の顔』 : 主演絵麻アキ、製作青年芸術映画協会、1966年3月成人映画指定
- 『肌香の熱風』 : 主演絵麻アキ・香取環、製作青年芸術映画協会、配給六邦映画/中映、1966年8月公開（映倫番号14440、フィルムセンター所蔵）[18]
- 『痴情の診断書』 : 主演松井康子・絵麻アキ、製作青年芸術映画協会、配給六邦映画、1966年2月公開（映倫番号14573） - 「新藤高守」名義

1967年
- 『泥だけの制服』 : 主演真湖道代、製作青年芸術映画協会、配給関東ムービー配給社、1967年3月7日公開
- 『夫婦生態白書より 夜泣く女』 : 主演桝田邦子、製作青年芸術映画協会、配給関東ムービー配給社、1967年4月22日公開
- 『ピンクの挑発』 : 主演美矢かほる、製作青年芸術映画協会、配給関東ムービー配給社、1967年8月11日公開
- 『浮気妻』 : 主演柳川優子・森三代子、製作青年芸術映画協会、配給関東ムービー配給社、1967年12月11日公開（映倫番号15114）
- 『初もの 日本(秘)風俗史』 : 主演大月麗子、製作青年芸術映画協会、1967年公開
- 『青い暴行 異常体験』 : 主演江島ゆかり、製作青年芸術映画協会、1967年公開

1968年
- 『日本(秘)風俗史 乳房』 : 主演白川和子、製作青年芸術映画協会、1968年2月公開
- 『女子学生 極秘日記』 : 主演原美子、製作青年芸術映画協会、1968年6月公開（映倫番号15373）
- 『情欲女のあやまち』 : 主演島美奈子・伊吹恵子、製作青年芸術映画協会、配給大蔵映画、1968年6月公開（映倫番号15409）
- 『いろごと 秘中の秘』 : 主演水咲陽子、製作青年芸術映画協会、配給関東ムービー配給社、1968年7月公開
- 『穴をねらえ!』 : 主演水咲陽子、製作青年芸術映画協会、配給関東ムービー配給社、1968年11月公開
- 『分娩 異色性風俗史』 : 製作青年芸術映画協会、配給関東ムービー配給社、1968年12月公開（映倫番号15597）
- 『異色性風俗史 分娩』 : 主演青木まり（青木マリ）・三枝陽子、製作青年芸術映画協会、配給関東ムービー配給社、1968年12月公開（映倫番号15597）

1969年
- 『もだえる丘 秘密クラブ』 : 製作青年芸術映画協会、1969年1月公開（映倫番号15676）
- 『牝馬のいたずら』 : 製作青年芸術映画協会、1969年4月公開（映倫番号15781）
- 『続・青い暴行』 : 製作青年芸術映画協会、1969年5月公開（映倫番号15829）
- 『昭和元禄 おいろけ女忠臣蔵』 : 主演小島マリ・桂奈美、製作青年芸術映画協会、配給関東ムービー配給社、1969年6月公開（映倫番号15870）
- 『女のしずく』 : 主演白川和子、製作青年芸術映画協会、配給ミリオンフィルム、1969年8月公開（映倫番号15980）
- 『中絶手術』 : 主演大城英子・飯田伴子、製作青年芸術映画協会、配給関東ムービー配給社、1969年8月公開（映倫番号15938）
- 『覗かれた密室』 : 主演園ひとみ・相原香織、製作青年芸術映画協会、配給関東ムービー配給社、1969年10月公開（映倫番号16055）
- 『ざこ寝』 : 製作・配給関東ムービー配給社、1969年12月公開（映倫番号16152）
- 『好きもの夫婦』 : 製作・配給関東ムービー配給社、1969年12月公開（映倫番号16195）
- 『乳房のもだえ』 : 製作Gプロダクション、1969年公開

1970年
- 『処女の戯れ』 : 製作・配給ミリオンフィルム、1970年1月公開（映倫番号16208）
- 『女高生の曲線』（『女高生性の曲線』） : 製作・配給ミリオンフィルム、1970年3月公開（映倫番号16284）
- 『絶妙の女』 : 製作青年芸術映画協会、1970年3月公開（映倫番号16259）
- 『性の入れ知恵』 : 製作青年芸術映画協会、1970年6月公開（映倫番号16402）
- 『悦楽の代償』 : 製作・配給ミリオンフィルム、1970年8月公開（映倫番号16425）
- 『にっぽんエロチカ』 : 製作青年芸術映画協会、1970年9月公開（映倫番号16528）
- 『十代のハレンチ』 : 製作青年芸術映画協会、1970年9月公開（映倫番号16491）
- 『おいろけ婦人風呂』 : 製作青年芸術映画協会、配給ムービー配給社（関東ムービー配給社）、1970年11月公開（映倫番号16556）

1971年
- 『しっつこいのが大好き』（『しつこいのが大好き』） : 製作・配給関東ムービー配給社、1971年2月公開（映倫番号16628）
- 『現代寝わざくらべ』 : 製作・配給関東ムービー配給社、1971年3月公開（映倫番号16690）
- 『抱いてい教えて 性と行動』 : 製作青年芸術映画協会、配給関東ムービー配給社、1971年12月公開（映倫番号16971） - 「新船澄孝」名義

1972年
- 『(秘)ナイトクラブの女高生』 : 製作青年芸術映画協会、配給関東ムービー配給社、1972年2月公開（映倫番号17063） - 「新船澄孝」名義
- 『十七才の情婦』 : 製作・配給ミリオンフィルム、1972年2月公開（映倫番号17087） - 「南雲孝」名義
- 『失神レポート セックスが最高よ』 : 製作・配給東京興映、1972年5月公開（映倫番号17211） - 「南雲孝」名義
- 『ブルーフィルム一代女』 : 製作青年芸術映画協会、配給関東ムービー配給社、1972年6月公開（映倫番号17206） - 「新船澄孝」名義
- 『女子学生 性のあやまち』 : 製作・配給ミリオンフィルム、1972年7月公開（映倫番号17249） - 「南雲孝」名義
- 『感じる若妻』 : 主演、製作青年芸術映画協会、配給関東ムービー配給社、1972年9月公開（映倫番号17321） - 「新船澄孝」名義
- 『汚された制服』 : 主演高見由紀・三枝陽子、製作・配給ミリオンフィルム、1972年9月公開（映倫番号17367） - 「南雲孝」名義
- 『幼な妻 初夜のよろこび』 : 主演丘みゆき・北見マヤ、製作青年芸術映画協会、配給ミリオンフィルム、1972年10月公開（映倫番号17412、フィルムセンター所蔵）[19] - 「南雲孝」名義

1973年
- 『会津恋歌 柔肌無情』 : 主演真湖道代、製作・配給ミリオンフィルム、1973年1月公開（映倫番号17451） - 「南雲孝」名義
- 『暴行 (1973年の映画)|暴行』 : 主演千原和歌子・有沢真佐美、製作・配給ミリオンフィルム、1973年2月公開（映倫番号17495） - 「南雲孝」名義
- 『女高生物語 濡れた花芯』 : 製作・配給ミリオンフィルム、1973年3月公開（映倫番号17556） - 「南雲孝」名義
- 『青春悲歌 夜の姿態』 : 主演森玲子・藤ひろ子、製作・配給ミリオンフィルム、1973年3月公開（映倫番号17521、フィルムセンター所蔵）[20] - 「南雲孝」名義
- 『乱行しびれ妻』 : 主演佐藤きぬ子、製作・配給ミリオンフィルム、1973年7月公開（映倫番号17663） - 「南雲孝」名義
- 『女遊び初体験』 : 主演青山リマ・山谷ますみ、製作青年芸術映画協会、配給ミリオンフィルム、1973年9月公開（映倫番号17748、フィルムセンター所蔵）[21] - 「南雲孝」名義
- 『夫婦交換 夜の秘戯』 : 主演青山美沙・琴真弓、製作青年芸術映画協会、配給ミリオンフィルム、1973年10月公開（映倫番号17827、フィルムセンター所蔵）[22] - 「南雲孝」名義
- 『若妻夜ごとの戯れ』 : 主演桜マミ・森玲子、製作青年芸術映画協会、配給ミリオンフィルム、1973年公開（フィルムセンター所蔵）[23] - 「南雲孝」名義

1974年
- 『同棲時代 夜ごとのテクニック』 : 製作・配給ミリオンフィルム、1974年1月公開（映倫番号17894） - 「南雲孝」名義
- 『青春の絶叫 性生活への挑戦』 : 製作・配給ミリオンフィルム、1974年3月公開（映倫番号17953） - 「南雲孝」名義
- 『日本風俗史 続・姦通』 : 製作・配給ミリオンフィルム、1974年7月公開（映倫番号18073） - 「南雲孝」名義
- 『犯された青春』 : 主演水島藻奈・小杉じゅん、製作・配給ミリオンフィルム、1974年9月公開（映倫番号18116） - 「南雲孝」名義
- 『女子大生 性愛手帳』（『女子大生 性愛手帖』） : 主演真湖道代・東祐里子、製作・配給ミリオンフィルム、1974年11月公開（映倫番号18168） - 「南雲孝」名義
- 『乱行同棲契約』 : 製作・配給ミリオンフィルム、1974年11月公開（映倫番号18142） - 「南雲孝」名義

1975年
- 『初夜絵草紙』 : 主演泉ユリ・仁科鳩美、製作・配給ミリオンフィルム、1975年2月公開（映倫番号18235） - 「南雲孝」名義
- 『温泉特出し芸者』 : 主演仁科鳩子（仁科鳩美）・志摩京子、製作・配給ミリオンフィルム、1975年3月公開（映倫番号18285） - 「南雲孝」名義
- 『発情娘 セックス体験』 : 主演小杉じゅん・仁科鳩美、製作・配給ミリオンフィルム、1975年5月公開（映倫番号18349） - 「南雲孝」名義